# Suchá Dolina
Suchá Dolina (ungarisch Szárazvölgy, älter Szuchádolina) ist eine Gemeinde im Osten der Slowakei mit 196 Einwohnern (Stand 31. Dezember 2024) im Okres Prešov, einem Teil des Prešovský kraj, und wird zur traditionellen Landschaft Šariš gezählt.

## Geographie

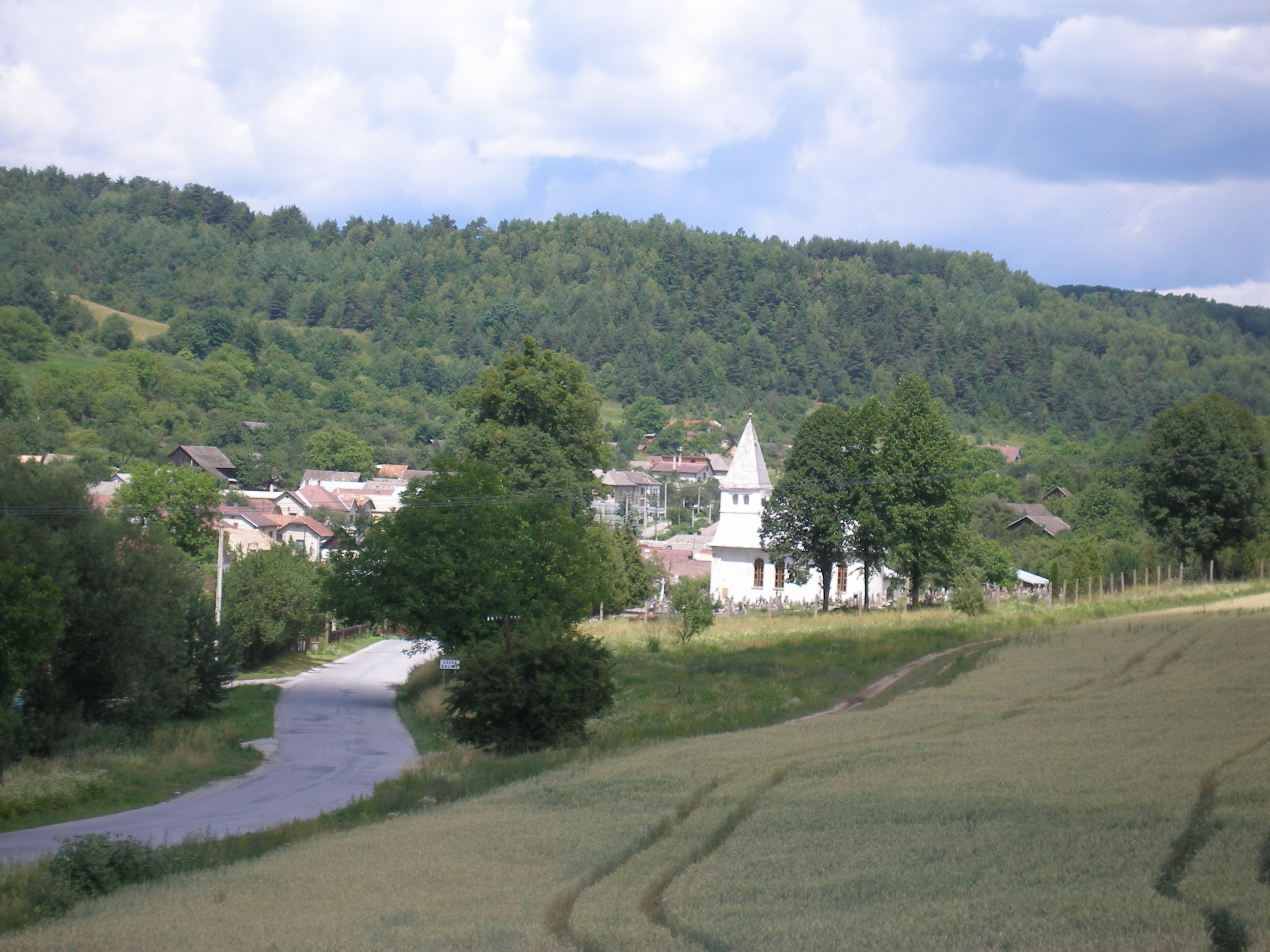
Suchá Dolina

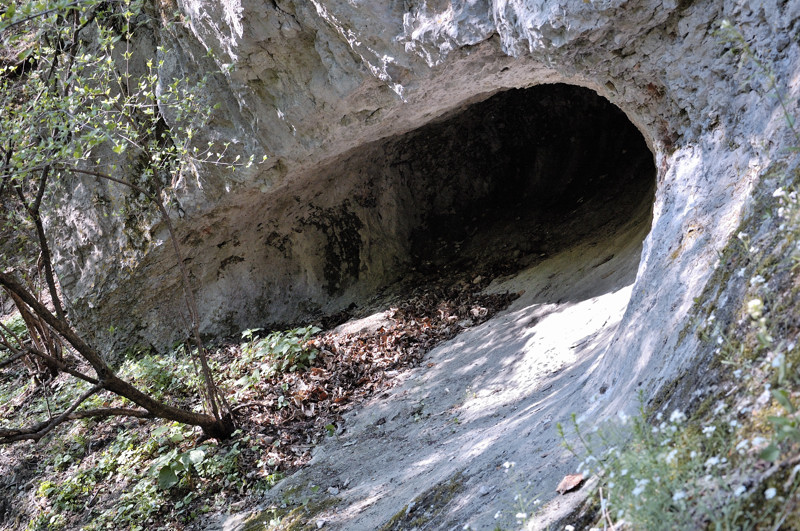
Abri von Suchá Dolina

Die Gemeinde befindet sich am Südrand des Berglands Šarišská vrchovina, am Bach Kuncov potok im Einzugsgebiet des Hornád. Das Ortszentrum liegt auf einer Höhe von 442 m n.m. und ist 22 Kilometer von Prešov entfernt (Straßenentfernung).
Nachbargemeinden sind Janov im Norden, Radatice im Nordosten, Ľubovec im Osten, Malá Lodina im Süden und Sedlice im Westen.

## Geschichte
Suchá Dolina wurde zum ersten Mal 1330 als Zokdelino, Zuhadelma, Zuhadolina beziehungsweise Sokdelino schriftlich erwähnt und war Besitz der Familie Aba aus Drienov, ab dem 15. Jahrhundert der Linie aus Budimír. 1427 wurden 15 Porta verzeichnet, 1787 hatte die Ortschaft 37 Häuser und 292 Einwohner, 1828 zählte man 56 Häuser und 443 Einwohner, die als Fuhrmänner, Landwirte, Leineweber und Saisonarbeiter beschäftigt waren. 
Bis 1918/1919 gehörte der im Komitat Sáros liegende Ort zum Königreich Ungarn und danach zur Tschechoslowakei beziehungsweise heute Slowakei. Von 1960 bis 1990 war Suchá Dolina Ortsteil der Gemeinde Sedlice.

## Bevölkerung
| Jahr                | 1994 | 2004     | 2014    | 2024    |
| ------------------- | ---- | -------- | ------- | ------- |
| Anzahl der Personen | 229  | 198      | 190     | 196     |
| Unterschied         |      | −13,53 % | −4,04 % | +3,15 % |

| Jahr                | 2023 | 2024    |
| ------------------- | ---- | ------- |
| Anzahl der Personen | 202  | 196     |
| Unterschied         |      | −2,97 % |

Nach der Volkszählung 2011 wohnten in Suchá Dolina 193 Einwohner, davon 177 Slowaken und ein Tscheche. 15 Einwohner machten keine Angabe zur Ethnie.
100 Einwohner bekannten sich zur römisch-katholischen Kirche, 58 Einwohner zur griechisch-katholischen Kirche, 16 Einwohner zur Evangelischen Kirche A. B. Drei Einwohner waren konfessionslos und bei 16 Einwohnern wurde die Konfession nicht ermittelt.

## Bauwerke und Denkmäler
- römisch-katholische Kyrill-und-Method-Kirche aus den Jahren 1925–1926, die einen älteren Sakralbau aus dem 15. Jahrhundert ersetzte[6]

## Verkehr
Durch Suchá Dolina führt die Straße 3. Ordnung 3462 (Anschluss an die Straße 2. Ordnung 546 bei Klenov) von Klenov nach Ľubovec. Die nächsten Bahnanschlüsse sind in Kysak und Margecany, an der Bahnstrecke Košice−Žilina.